# 丙硫氧嘧啶
丙硫氧嘧啶（英語：Propylthiouracil（PTU）、6-N-Propylthiouracil（PROP））。因为它可以减少甲状腺分泌的甲状腺激素数量，因此是一种被用作治疗甲状腺功能亢进（包括突眼性甲状腺肿）的硫代酰胺药物。使用该药的一个明显副作用是具有引发粒性白血球缺乏症的风险。
2009年7月3日，美国食品及药物管理局向医疗人员发布了一个关于该化学品的警告，称其“可能会对肝脏造成严重损害，包括肝衰竭，甚至可能导致病患死亡”。

## 历史
该化学品在1947年被美国食品及药物管理局批准为合法药物。
除了作为药物使用之外，它还被用作研究不同人（超级尝味者）对苦味鉴别能力的基因差异。

## 作用方式

### 主要方式
丙硫氧嘧啶能抑制甲状腺过氧化物酶，而这种酶则在合成甲状腺激素的时候，起到将碘化物添加到激素前体甲状腺球蛋白的氨基酸片断上。抑制这种酶则可以达到抑制甚至阻断生成甲状腺激素过程的结果。
需要注意的是，丙硫氧嘧啶并不会抑制囊细胞基底外侧膜上的钠依赖性碘转运。要抑制这一过程，需要竞争性抑制剂，如高氯酸盐或者硫氰酸盐。

### 次要方式
丙硫氧嘧啶也能起到抑制5'-脱碘酶（四碘甲状腺胺酸甲状腺素5'脱碘酶）的作用，该酶将甲状腺激素从失活的T4形式转变为T3这一活性形式。作为比较，他巴唑尽管有相同的主要作用，但却没有这一种次要作用。

## 药物动力学
口服时，一小时内血浆中的药物浓度最高，并且主要集中作用在甲状腺中。但由于病患个体之间的差异，可能会导致开始治疗后2到4小时内都不能使甲状腺功能恢复正常。重要的是，70%的药物会与血浆蛋白相结合，并且在正常的生理pH值下会明显地被离子化。因此几乎不会通过胎盘或者母乳进入胎儿及婴儿体内。而另一种抗甲状腺激素药物他巴唑则在这两方面都会有较高的风险，因此禁止用于孕妇或者哺乳期间的妇女。
药物在血浆中的半衰期约为1小时，并且不会因病人的甲状腺病情差异而发生明显的改变。然而正因为药物集中作用于甲状腺，因此需要根据病情的不同而调整用药间隔时间。正常的时间间隔应在8小时以上。体内的药物只有不到10%会未经改变就排泄出体外，余下的会通过和肝脏葡萄糖醛结合形成结合物排出体外。

## 副作用
其中一个可能的副作用是引發粒性白血球缺乏症。该病症状為喉咙、肠胃或者皮肤的感染，并且浑身不舒服，甚至发烧。此外，还可能导致血小板減少症。由于血小板对于保护血管至关重要，故血小板的减少可能导致大量出血，尤其是内出血如中风等。
总体而言，丙硫氧嘧啶属于副作用耐受性良好的——大约每100人会有1人出现副作用。绝大部分人所遇到的副作用和皮肤有关，例如红疹、瘙痒、荨麻疹、脱发以及色素沉着。其它常见的副作用包括肿胀、噁心、呕吐、胃灼热、味觉丧失、关节或肌肉疼痛、麻木、头痛、过敏性反应以及头发变白等。

## 对孕妇的影响
丙硫氧嘧啶被划分为D类孕妇用药。所谓的D类药物是指有明显证据证明其对人类胎儿有风险。然而在可能危及孕妇生命的情况下，其可能的好处有可能比胎儿获得的风险要高。
如果长期用药，穿透胎盘的丙硫氧嘧啶对于三个月以上的胎儿来说，其主要的影响是会导致轻微的甲状腺分泌减少。通常在停止用药几天之后，该问题就会得到解决。在临床上发现，受此影响的新生儿的甲状腺可能会肿大，这是因为在胎儿时期其垂体分泌的促甲状腺激素水平因此变高而引起的。在使用丙硫氧嘧啶的案例中，约有12%的案例报告发现这种现象。

## 另見
- 苯硫脲：另一種苦味鑑別能力基因差異的測試試劑。

## 引用
1. ↑  Nakamura H, Noh JY, Itoh K, Fukata S, Miyauchi A, Hamada N. . The Journal of clinical endocrinology and metabolism. June 2007, 92 (6): 2157–62  [2009-11-10]. PMID 17389704. doi:10.1210/jc.2006-2135. （原始内容存档于2020-05-18）.
2. ↑  . FDA.   [2009-05-03]. （原始内容存档于2009-06-06）.
3. ↑  Duffy, V. B., Davidson, A. C., Kidd, J. R., Kidd, K. K., Speed, W. C., Pakstis, A. J., Reed, D. R., Snyder, D. J. and Bartoshuk, L. M. (2004) Bitter receptor gene (TAS2R38), 6-n-propylthiouracil (PROP) bitterness and alcohol intake. Alcohol Clin Exp Res, 28, 1629-1637.
4. ↑  Cho YY, Shon HS, Yoon HD. . The Korean journal of internal medicine. December 2005, 20 (4): 335–8  [2009-11-10]. PMID 16491833. （原始内容存档于2008-12-22）.
5. ↑  .   [2009-11-10]. （原始内容存档于2013-12-03）.
6. ↑  .   [2009-11-10]. （原始内容存档于2013-12-05）.